# ミハイル・カヒアニ
ミハイル・“ミハ”・イヴァノヴィチ・カヒアニ（ロシア語: Михаил (Миха) Иванович Кахиани、1896年 - 1937年12月11日）、民族名ミヘイル・“ミハ”・イヴァネス・ゼ・カヒアニ（グルジア語: მიხეილ (მიხა) ივანეს ძე კახიანი）は、グルジア人のボリシェヴィキ。

## 生涯
1896年、ロシア帝国クタイス県バトゥムに生まれ、15歳から革命運動に関わる。1915年から1917年までモスクワ商科学院で学び、経済学部を卒業して同年7月からボリシェヴィキ党員となる。同年には『ソツィアル・デモクラート』紙で働き、十月革命の際はモスクワ市ザモスクヴォレチエ地区革命委員会書記、ピャトニツカヤ (ru) 地区議員となる。同年から翌1918年までは党バトゥム委メンバーおよび『ブレヴェスニク』・『ラボーチャヤ・プラウダ』両紙の編集者を務めた。
1918年から1920年まではザモスクヴォレチエ地区ソビエト執行委および党同地区委幹部会メンバーに就き、その後赤軍で働く。1920年5月から翌1921年までバクーの『コミュニスト』紙編集者とアゼルバイジャン共産党バクー委幹部会メンバーを務め、1921年からグルジア共産党チフリス委責任書記、1921年から1930年まで党中央委員、1923年から翌1924年まで中央委書記局員、同年から翌1930年5月6日まで中央委責任書記と第一書記を務めた。
1928年1月10日から1930年8月5日まで全連邦共産党ザカフカース地方委第三書記、同年4月28日から翌1931年2月25日まで党中央委中央アジア局 (ru) 第二書記、1930年7月13日から1934年1月26日まで党中央委員候補、1931年5月5日から1933年1月13日までカザク地方委第二書記を歴任。1933年から翌1934年までは『プラウダ』編集委員、同年2月10日から1937年7月までは党中央委附属党統制委メンバー、1934年から1937年7月までは党統制委北カフカース地方全権を務めた。しかし同月に逮捕され、12月11日にトビリシで銃殺された。